# Waterfront (stedenbouw)

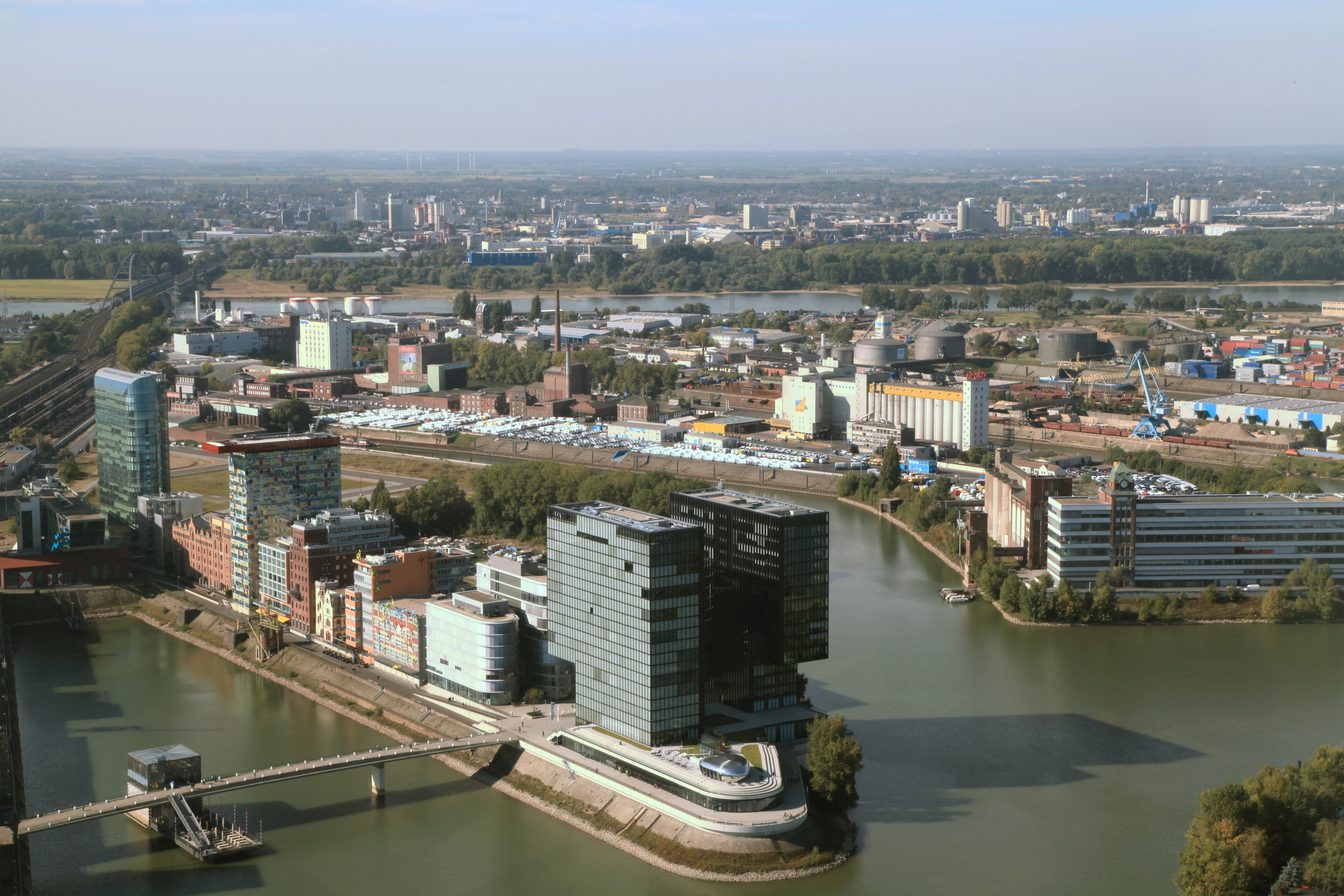
De haven van Düsseldorf in 2012 tijdens de overgang van industrie naar woon-werkgebied.

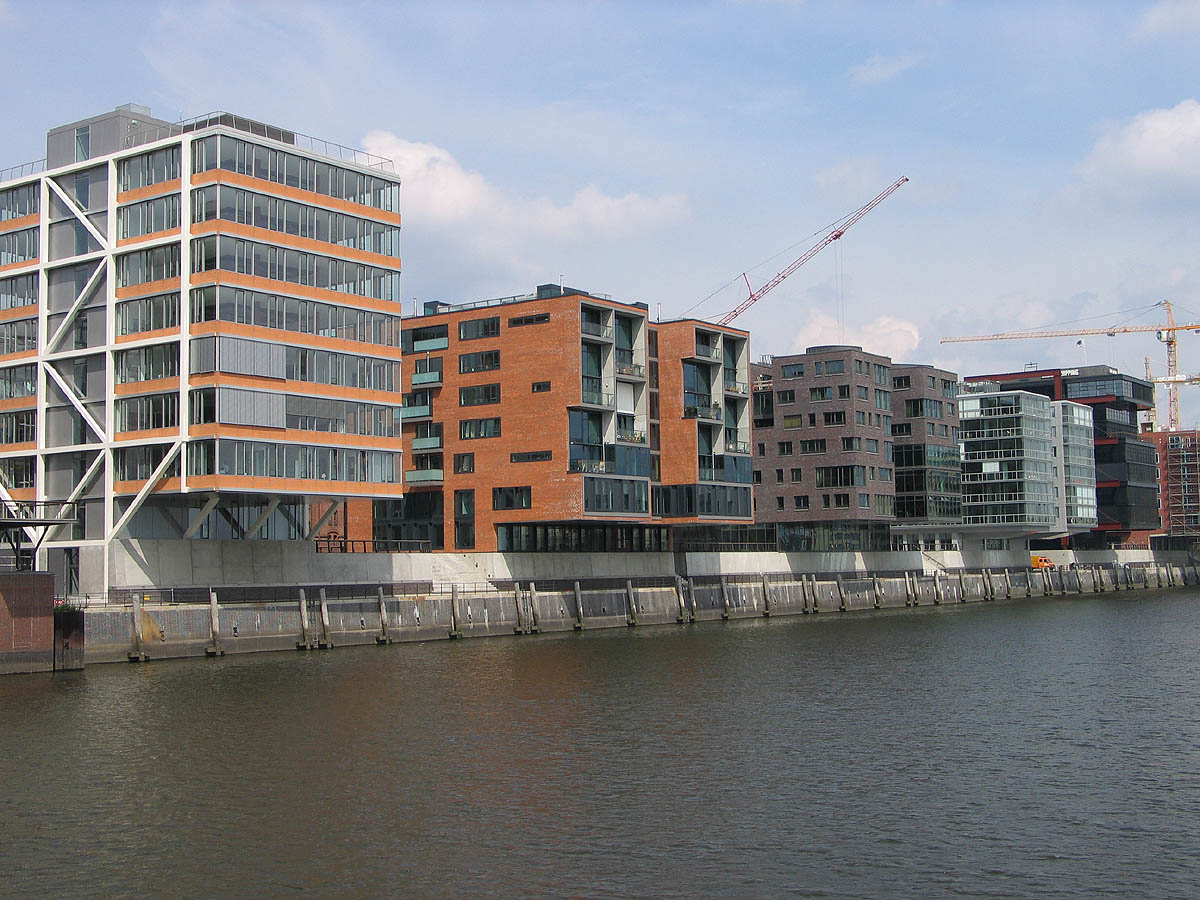
Waterfront in Hamburg.

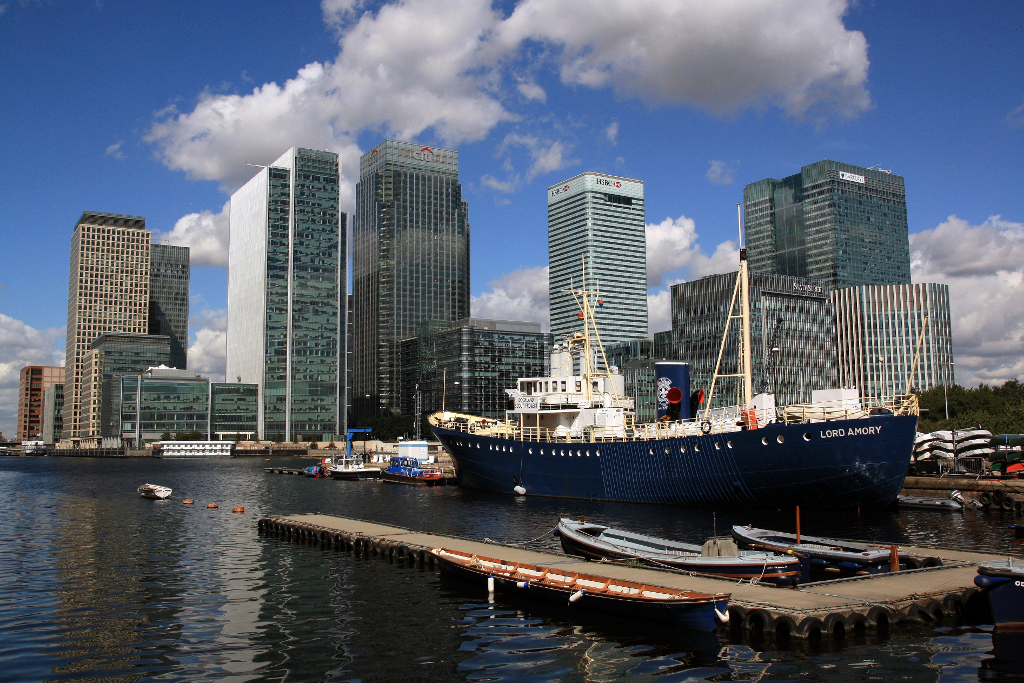
Londen Docklands: Canary Wharf.

Waterfront  is de benaming voor moderne stedelijke planning langs het water, zoals een kanaal, rivier of meer. Deze bebouwing vindt doorgaans plaats op voormalige industrieterreinen en havens, die inmiddels in onbruik zijn geraakt.
Een waterfront bestaat doorgaans uit een boulevard met luxe appartementen, kantoren en culturele en kunstinstellingen.

## Geschiedenis
Tot ver in de 19e eeuw vond nog veel transport plaats per schip, en lagen de havens van deze schepen vaak dicht bij of zelfs midden in de steden. Laden en lossen vond plaats langs beveiligde dokken. Deze havenactiviteit in het centrum van een stad is bijvoorbeeld goed te zien in het document van Bernardo Bellotto. Door economische druk werd het havenleven echter steeds verder van het stadsleven geïsoleerd. Zo werden de havens ontoegankelijk voor mensen uit de stad.

### Transformatie
De verdere economische en sociale vooruitgang zorgde in de 20ste eeuw echter voor een tegenovergestelde tendentie. Het vliegtuig werd een steeds belangrijker transportmiddel. Ook werden havens steeds groter door de komst van containerschepen, en werden ze vaker ver buiten de steden aangelegd. Hierdoor werden de oude havens en aanlegsteigers nutteloos. Vanaf de jaren 60 werden in de Verenigde Staten de eerste projecten gestart om deze verlaten havens nieuw leven in te blazen door er nieuwbouw te plaatsen. Dit gebeurde onder andere in Boston, Baltimore, en San Francisco. Deze investeringen bleken een succes, en het project werd door andere landen overgenomen. Aanvankelijk was deze bouw gericht op toerisme (in de vorm van restaurants en hotels) en kantoren, maar tegenwoordig worden er ook huizen gebouwd.

## Voorbeelden
- Amsterdam: Java-eiland
- Auckland: Auckland waterfront 2040
- Baltimore: Inner Harbor
- Barcelona: Nova Icaria
- Birmingham: Brindleyplace
- Bremen: Überseestadt en Waterfront Bremen
- Bremerhaven: Havenwelten
- Den Haag: Laakhavens
- Dubai: Dubai Waterfront
- Duisburg: Innenhafen
- Düsseldorf: Medienhafen
- Glasgow: Harbour
- Hamburg: HafenCity en Binnenhafen
- Kaapstad: Victoria & Alfred Waterfront
- Kobe: Harborland
- Londen: Docklands
- New York: Battery Park City
- Rotterdam: Kop van Zuid
- San Francisco: Fisherman's Wharf
- Sydney: Darling Harbour